# David Niven
James David Graham Niven (London, Anglia, 1910. március 1. – Château-d’Œx, Vaud kanton, Svájc, 1983. július 29.) Oscar- és kétszeres Golden Globe-díjas angol színész.

## Élete
Édesapját, a brit hadsereg hadnagyát, William Nivent már 1915-ben elvesztette (1917-ben eltűntnek nyilvánították). Az elemi iskola után, édesapja nyomdokait követve, katonai akadémiára járt, majd 2 évig Málta szigetén szolgált.
Az 1930-as évek közepétől már Hollywoodban forgatott. A filmipar hamarosan felfigyelt rá. Kertész Mihály, A könnyűlovasság (1936) című filmjében már sikert aratott Randall kapitány szerepében. A máig nagy sikerű, Emily Brontë könyvéből készült, 1939-es Üvöltő szelekben repertoárja kiteljesedett Edgar Linton szerepében, Laurence Olivier mellett, drámai színészként is megállta a helyét. 1939-ben ismét a brit sereghez állt, de néha forgatott is, természetesen propagandaszagú háborús műveket. 1940-ben forgatta a Raffles című játékfilmet, amit sokan az egyik legjobb filmjének tartanak.
Mielőtt eljátszotta a Navarone ágyúiban (1961) Miller tizedes szerepét, még 4 emlékezetes filmben láthattuk: a 80 nap alatt a föld körül (1956) Phileas Foggjaként, a Jó reggelt, búbánat (1958) Raymondjaként, a Külön asztalokban (1958), amiért Pollock ezredes alakításáért Oscar-díjat kapott, és a Ne egyétek meg a százszorszépeket! (1960) Lawrence Larry Mackayjeként. A felsorolt filmek mindegyike más és más kategóriába tartozik, ami az ő sokoldalúságát tükrözi. Olyan nőkkel szerepelt filmekben, mint például, Irene Papas, Doris Day, Shirley MacLaine, Rita Hayworth, Deborah Kerr, Ava Gardner, Ginger Rogers. Férfitársai voltak, például Gregory Peck, Anthony Quinn, Roger Moore, Charlton Heston.
A Rózsaszín párduc sorozat első filmjét 1963-ban mutatták be. A Blake Edward nevével fémjelzett komédiában Peter Sellers-szel alkotott ragyogó párost. Woody Allen is felfigyelt és rá osztotta a 007-es ügynök paródiájában Sir James Bond szerepét. A film Casino Royale (1967) címen futott a mozikban.
Az idősödő színészt egy ideig mellőzte a filmipar, és nem kapott szerepeket. Ezt ő nem is bánta, hiszen ekkoriban memoárt írt (1971, 1975), valamint televíziós show-t vezetett. Neil Simon történetéből, Robert Moore rendezésében 1976-ban egy tévéfilm készült, olyan ragyogó színészek főszereplésével, mint Peter Falk, Maggie Smith, Peter Sellers és Alec Guinness. A Halál a Níluson (1978) című Agatha Christie-feldolgozásban Peter Ustinov, Bette Davis, Maggie Smith és Mia Farrow voltak a partnerei. A Tengeri farkasok című filmben (1980) Gregory Peckkel, Roger Moore-ral és Trevor Howarddal szerepelt.
1982–1983 között még segédkezett Blake Edwardsnak az 1980-ban elhunyt Peter Sellers emlékét megőrizni. 1983. július 29-én hunyt el Svájcban. Halálát amiotrófiás laterálszklerózis okozta.

## Magánélete
1940-1946 között Primula Rollo volt a felesége, aki rendkívül fiatalon 28 éves korában hunyt el. 1948-1983 között Hjordis Paulina Tersmeden svéd modellel élt együtt haláláig.

## Filmjei
- Kleopátra (1934)
- Barbary coast (1935)
- A könnyűlovasság (1936)
- Az élnivágyó asszony (1936)
- A zendai fogoly (1937)
- Vacsora a Ritzben (1937)
- Kékszakáll nyolcadik felesége (1938)
- The Real Glory (1939)
- Üvöltő szelek (1939)
- Raffles (1939)
- Bachelor Mother (1939)
- Kevesek között az első (1942)
- The Way Ahead (1944)
- Diadalmas szerelem (1946)
- A püspök felesége (1947)
- Halászlegény frakkban (1950)
- A Hold kék (1953)
- A király tolvaja (1955)
- 80 nap alatt a Föld körül (1956)
- A kis kunyhó (1957)
- Jó reggelt, búbánat (1958)
- Külön asztalok (1958)
- Bonjour tristesse (1958)
- Kérd bármelyik lányt! (1959)
- Ne egyétek meg a százszorszépeket! (1960)
- Navarone ágyúi (1961)
- A Rózsaszín Párduc (1963)
- 55 nap Pekingben (1963)
- Dajkamesék hölgyeknek (1964)
- Lady L (1965)
- Ahol kémek vannak (1965)
- Casino Royale (1967)
- Az ördög szeme (1967)
- Lehetetlen évek (1968)
- A nagy zsákmány (1969)
- Meghívás egy gyilkos vacsorára (1976)
- No Deposit, No Return (1976)
- A kapitány kincse (Reszkessetek, kincsrablók) (1977)
- Agatha Christie: Halál a Níluson (1978)
- Műgyűjtők és kalandorok előnyben (1979)
- Fedőneve: Rettenthetetlen (1979)
- Tengeri farkasok (1980)
- Csiszolatlan gyémánt (1980)
- A rózsaszín párduc nyomában (1982)
- Jobb később, mint soha (1982)
- A rózsaszín párduc átka (1983)

## Díjai
- Sant Jordi-díj (1960)
- Oscar-díj (1959)
- New York-i Filmkritikusok díja (1958)
- Golden Globe-díj (1954, 1959)